# Parafia św. Wojciecha w Cieszanowie
Parafia św. Wojciecha w Cieszanowie – parafia należąca do dekanatu Cieszanów diecezji zamojsko-lubaczowskiej. Została utworzona w 1748. Mieści się przy ulicy Sobieskiego. Prowadzą ją księża diecezjalni.

## Zasięg parafii
Do parafii należą wierni z następujących miejscowości: Chotylub, Chotylub Osiedle, Cieszanów, Dąbrówka, Doliny, Folwarki, Gorajec, Gorajec Osiedle, Kosobudy, Kowalówka, Nowe Sioło Osiedle i Żuków

## Historia
Początkowo Cieszanów należał do parafii w Lubaczowie, wówczas w diecezji przemyskiej. Według źródeł w 1613 roku istniała już drewniana kaplica, którą obsługiwał duchowny utrzymywany przez właścicieli Cieszanowa. Około 1674 roku Aleksander Stanisław Bełżecki wojewoda podolski sprowadził Dominikanów i ufundował klasztor. Później Dominikanie zbudowali drewniany kościół pw. Najświętszej Maryi Panny i św. Jacka. Z dominikańskiego kościoła korzystali mieszkańcy Cieszanowa, Nowego Sioła, Chotylubia, Łówczy, i Podemszczyzny, Niemstowa i Dachnowa. 
1 lipca 1748 roku bp przemyski Wacław Hieronim Sierakowski erygował parafię, do której przydzielono: Cieszanów, Nowe Sioło, Chotylub, Łówczę, Podemszczyznę, Niemstów, Dachnów i Krzywe. 17 czerwca 1788 roku klasztor Dominikanów został skasowany przez Austriaków, a parafię przejęli księża diecezjalni. W 1787 roku dekanat lubaczowski został przyłączony do Archidiecezji Lwowskiej.
1 listopada 1847 roku do parafii przyłączono: Zuków, Gorajec i Lubliniec. 1 maja 1849 roku Łówcza została odłączona do parafii Płazów. W 1907 roku odłączono Podemszczyzne i Krzywe do parafii w Horyńcu. 
W 1786 roku właścicielami Cieszanowa zostali Zamoyscy. W tym czasie budowano murowany kościół pw. św. Wojciecha, który w 1800 roku ukończono. W 1837 roku abp lwowski Franciszek de Paula Pisztek konsekrował kościół. W 1901 roku kościół został poszerzony o dwie nawy boczne i zbudowano wieżę. W czasie I wojny światowej zawaliło się sklepienie nawy głównej, które następnie odbudowano. 
W czasie II wojny światowej ks. proboszcz Izydor Węgrzyniak został aresztowany i wywieziony do obozu w Dachau, gdzie zmarł, a ks. Tadeusz Stroiński został zamordowany przez Ukraińców w Skomoruchach. 1 września 1946 roku do parafii przybył ks. Józef Kłos, ze Lwowa. W 1953 roku dokonano odnowienia kościoła i wieży na zewnątrz. W 1956 roku artysta malarz prof. Stanisław Jakubczyk, wykonał polichromię w kościele.
Proboszczowie parafii:
1748–1754. o. Bernard Kiełbicki OP.
1754– ?. o. Józef Koźmiński OP.
 ? –1781. o. Klemens Piorowicz OP.
1783–1788. o. Rajmund Grzybowski OP.
1789–1790. ks. Stanisław Ostrowski
1791–1801. ks. Wilhelm Heustetter
1801–1802. ks. Wihelm Damnau
1803–1804. ks. Jan Pohl
1804–1805. ks. Daniel Starzyński
1805–1807. ks. Antoni Girzik
1808–1810. ks. Daniel Starzyński
1810–1817. ks. Jozafat Bosiacki (Administrator).
1817– ?. o. Bonawentura Grochowski
1825–1828. o. Franciszek Cysarz
1828–1872. ks. Franciszek Unzeitig
1872–1873. ks. Leon Humiński
1873–1896. ks. Józef Kozik
1896–1905. ks. Aleksander Zawadzki.
1905–1930. ks. Czesław Masny.
1930–1931. ks.Władysław Potrzebiński (Administrator).
1931–1940. ks. Izydor Węgrzyniak.
1940–1941. ks. Tadeusz Stroński (Administrator).
1941–1944. ks. Mikołaj Owsiański (Administrator).
1944–1945. ks. Władysław Baczmaga.
1945–1946. ks. Mikołaj Lohr (Administrator).
1946–1978. ks. prał. Józef Kłos.
1978–1989. ks. Zygmunt Zuchowski.
1989–1994. ks. Jan Chmiel.
1994–2013. ks. Stanisław Mizak.
2013–2019. ks. Mieczysław Startek
2019– nadal ks. Stanisław Solilak.

## Kościoły filialne
- św. Jadwigi Królowej w Chotylubiu (z lat 1996-2000)
- Matki Boskiej Częstochowskiej w Dolinach (1925)
- Narodzenia NMP w Gorajcu, dawna cerkiew greckokatolicka (1586)
- Narodzenia NMP w Kowalówce, dawna cerkiew greckokatolicka (1767)

## Galeria

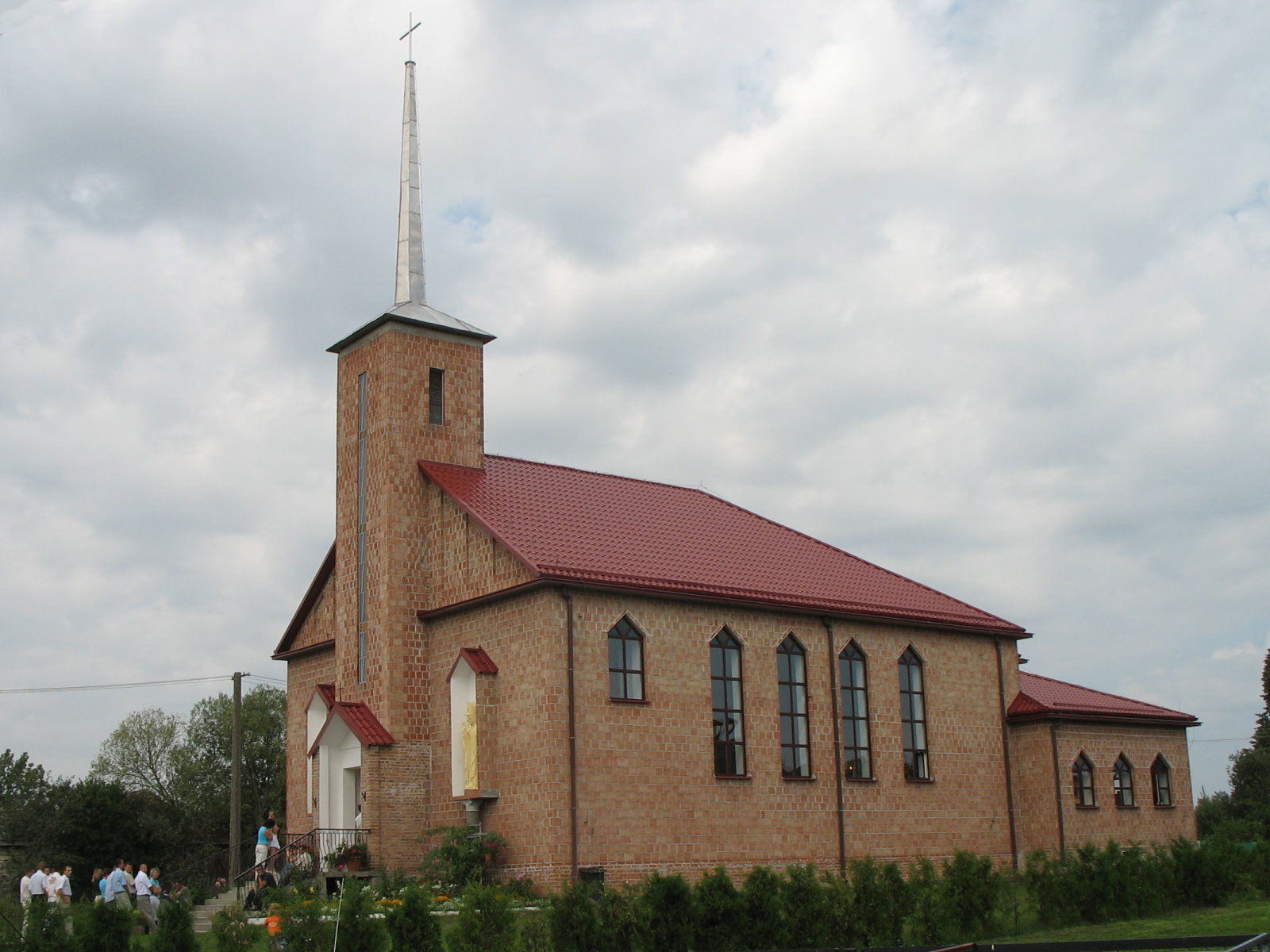
Kościół filialny w Chotylubiu
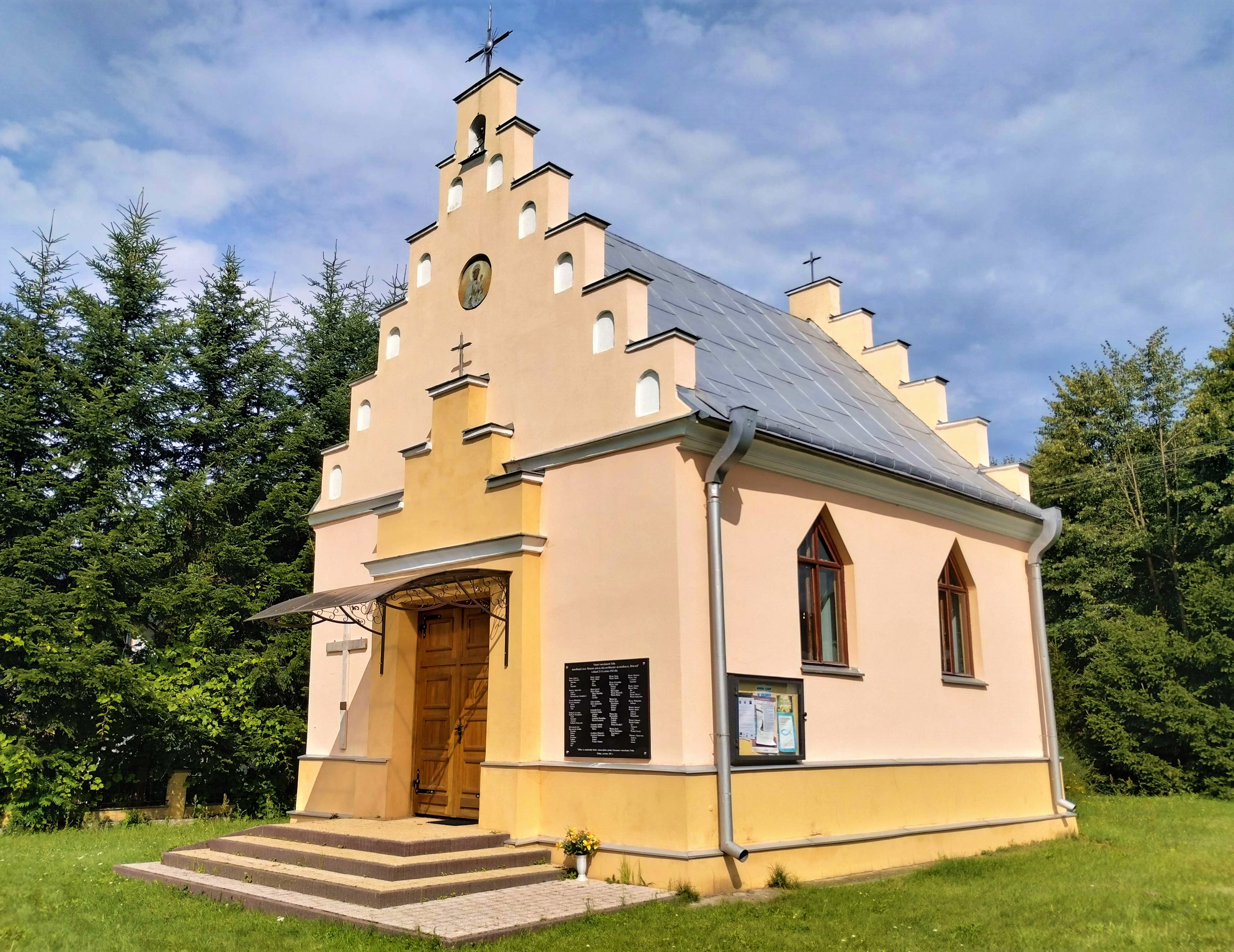
Kościół filialny w Dolinach
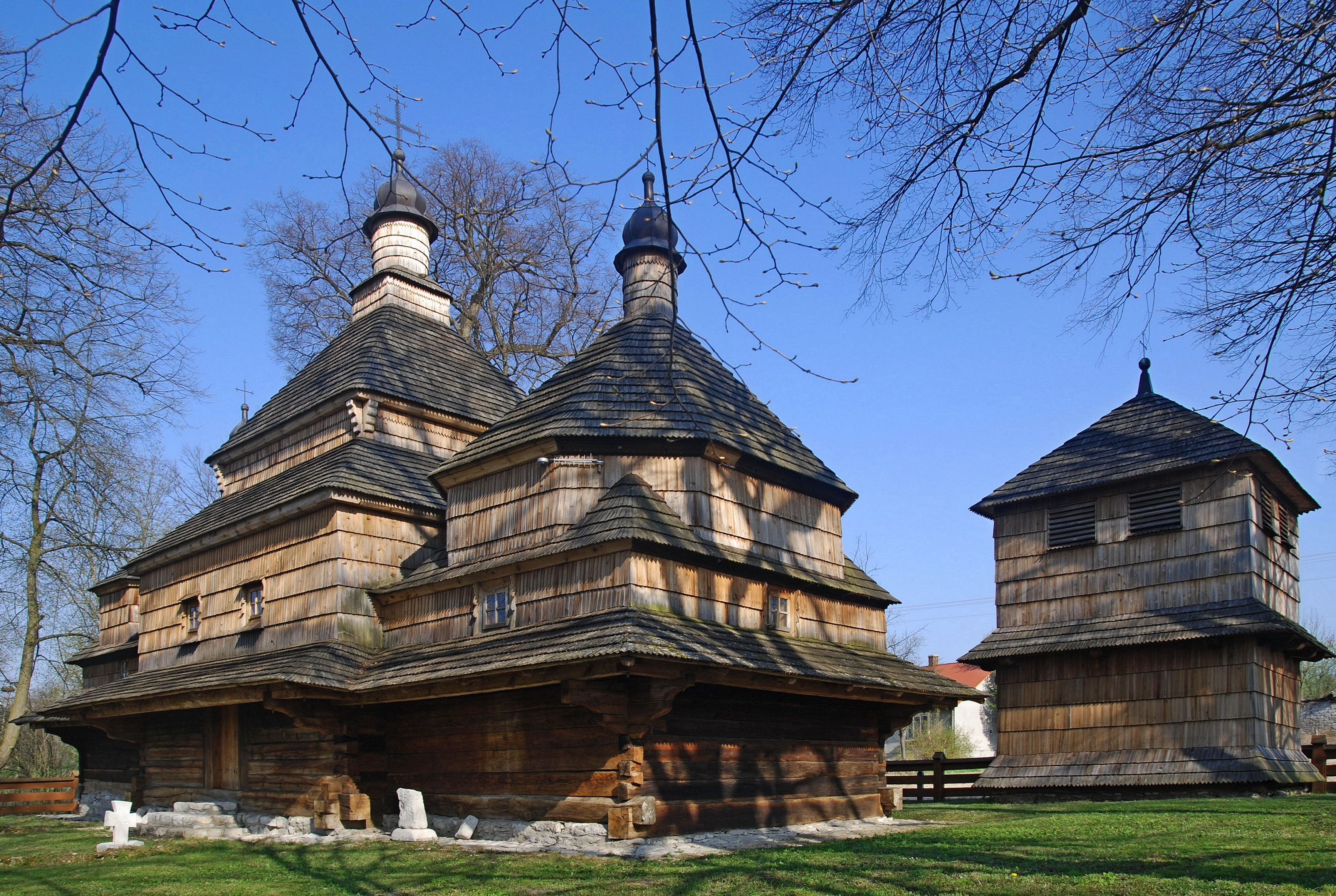
Dawna cerkiew w Gorajcu
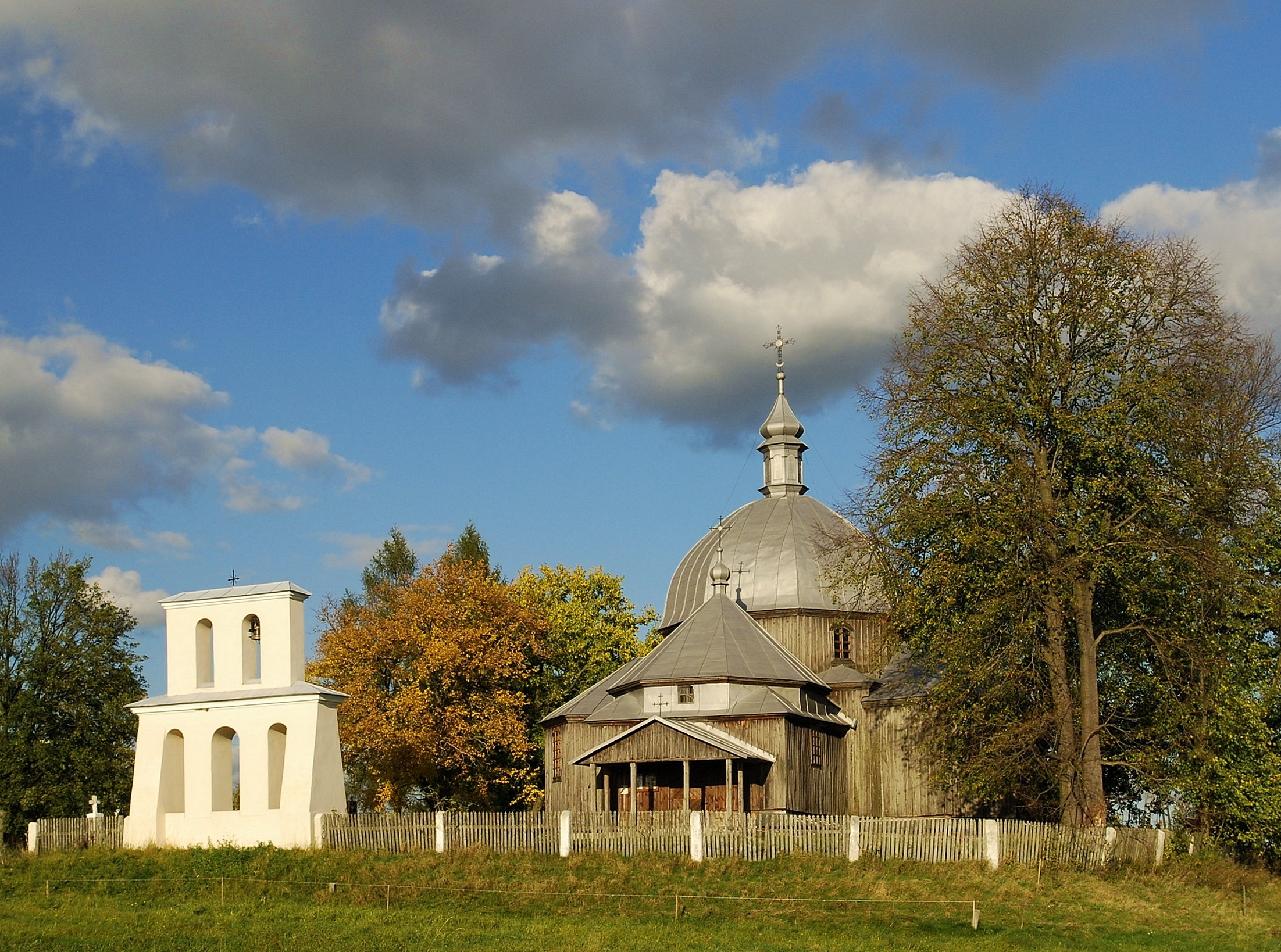
Dawna cerkiew w Kowalówce